# St. Ulrich (Seeg)

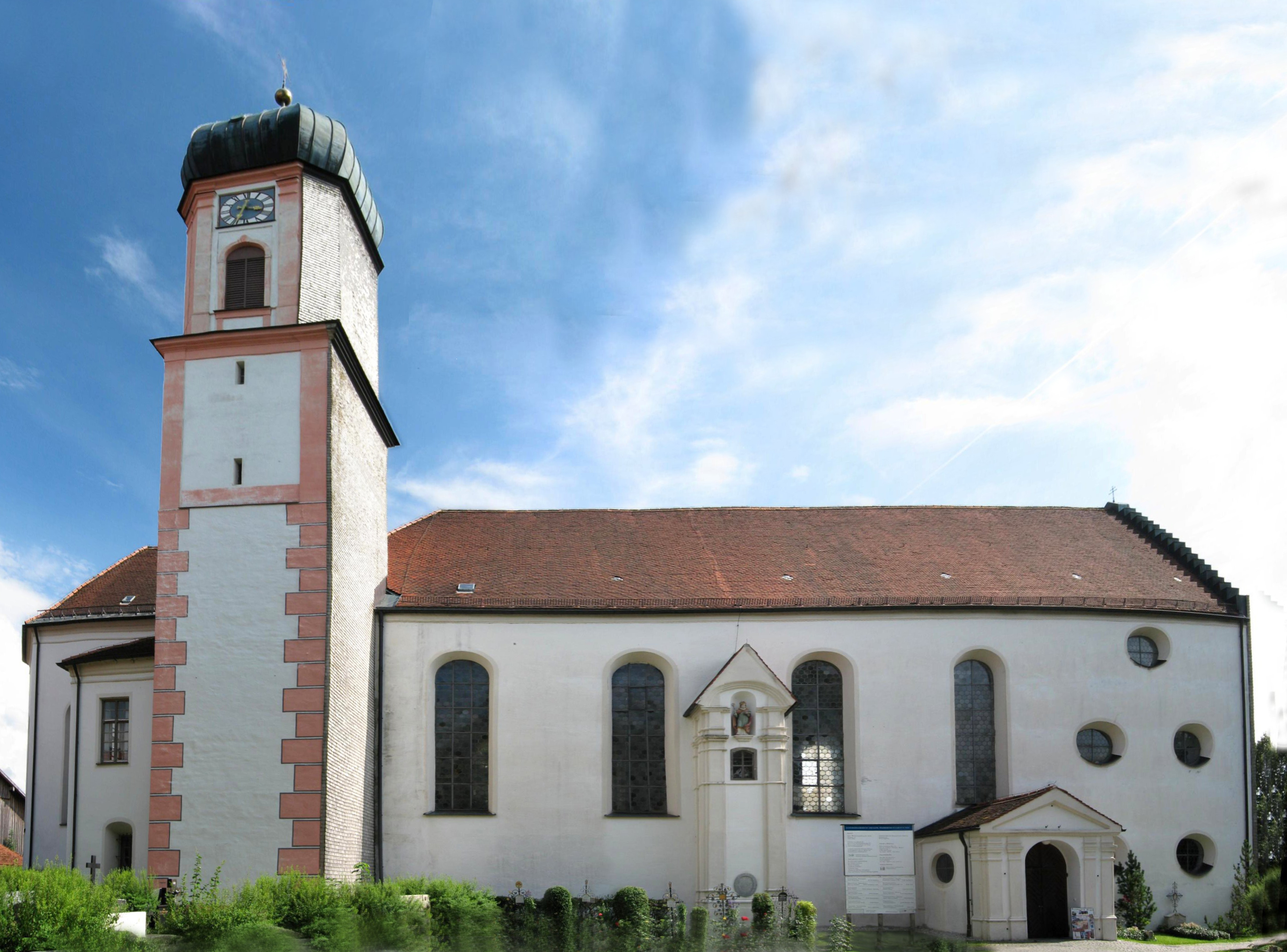
Kirche St. Ulrich in Seeg

St. Ulrich ist die katholische Pfarrkirche in Seeg im schwäbischen Landkreis Ostallgäu. Sie gehört zum Dekanat Marktoberdorf im Bistum Augsburg und gilt als eine der bedeutendsten Rokokokirchen Bayerns. Wegen ihrer Ähnlichkeit mit der Wieskirche bei Steingaden wird sie auch als „Kleine Wies“ bezeichnet. Die Kirche ist als Baudenkmal in die Bayerische Denkmalliste eingetragen.

## Baugeschichte

Die Darstellung der alten Kirche am Altar von Seeweiler

In der Seeweiler Kapelle zeigt eine frühe Darstellung die alte Seeger Pfarrkirche vor 1635 mit einem Satteldach im gotischen Stil. Ihre heutige Form erhielt sie von Johann Jakob Herkomer, dessen Vater und Großvater aus Seeg stammten. Balthasar Riepp und Johann Baptist Enderle gestalteten die Fresken und Malereien.

## Ausstattung

Innenraum

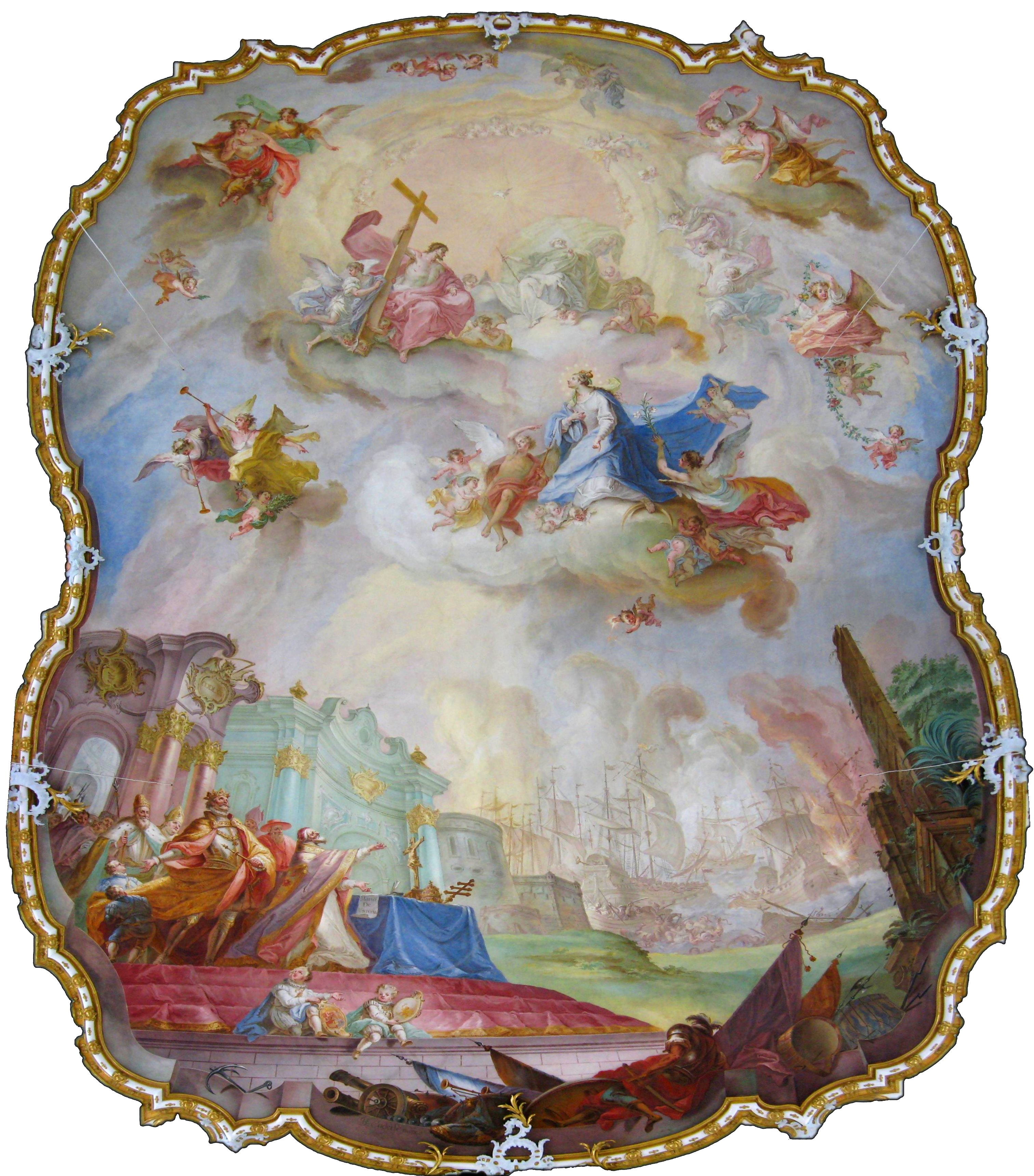
Hauptfresko von Enderle mit der Trinitätsszene

Es wird vorwiegend die Theologie des Gottesbildes der Dreieinigkeit in anschaulicher Weise gezeigt. Der Auszug des Hauptaltars zeigt das Auge Gottes in einem Strahlenkranz. Die Strahlenkränze wiederholen sich in allen drei Altären; beim strahlenumkränzten Lamm Gottes im linken Seitenaltar und am rechten Altar, bei dem die Taube den Heiligen Geist symbolisiert. Die Schwunghaftigkeit nimmt spätere Stilmittel vorweg. Auch im Hauptfresko und in den Altarbildern der beiden Seitenaltäre wird die Entfaltung der Dreieinigkeit wiederholt, was den Trinitätsgedanken unterstreicht.
In dem Hauptfresko wird die Seeschlacht von Lepanto zur Verteidigung des christlichen Europas gezeigt. Die in blau gehaltene Maria schwebt vor Jesus Christus mit rotem Gewand. Ebenso im Hintergrund ist Gott Vater in gelblichen Tönen dargestellt. Alles orientiert sich an der Taube im Zentrum. Ein kleiner Engel greift in das Kriegsgeschehen ein, indem er Blitze auf die türkischen Schiffe sendet. Papst und Kaiser beobachten die Schlacht.

### Fenster
Die Bleiglasfenster aus dem 19. Jahrhundert wurden 1942 ausgebaut. Der Stil der Malerei entspricht dem der späten Nazarener. Elf der 1994 zufällig wiedergefundenen Fenster können im Heimatmuseum Seeg besichtigt werden.

## Orgel

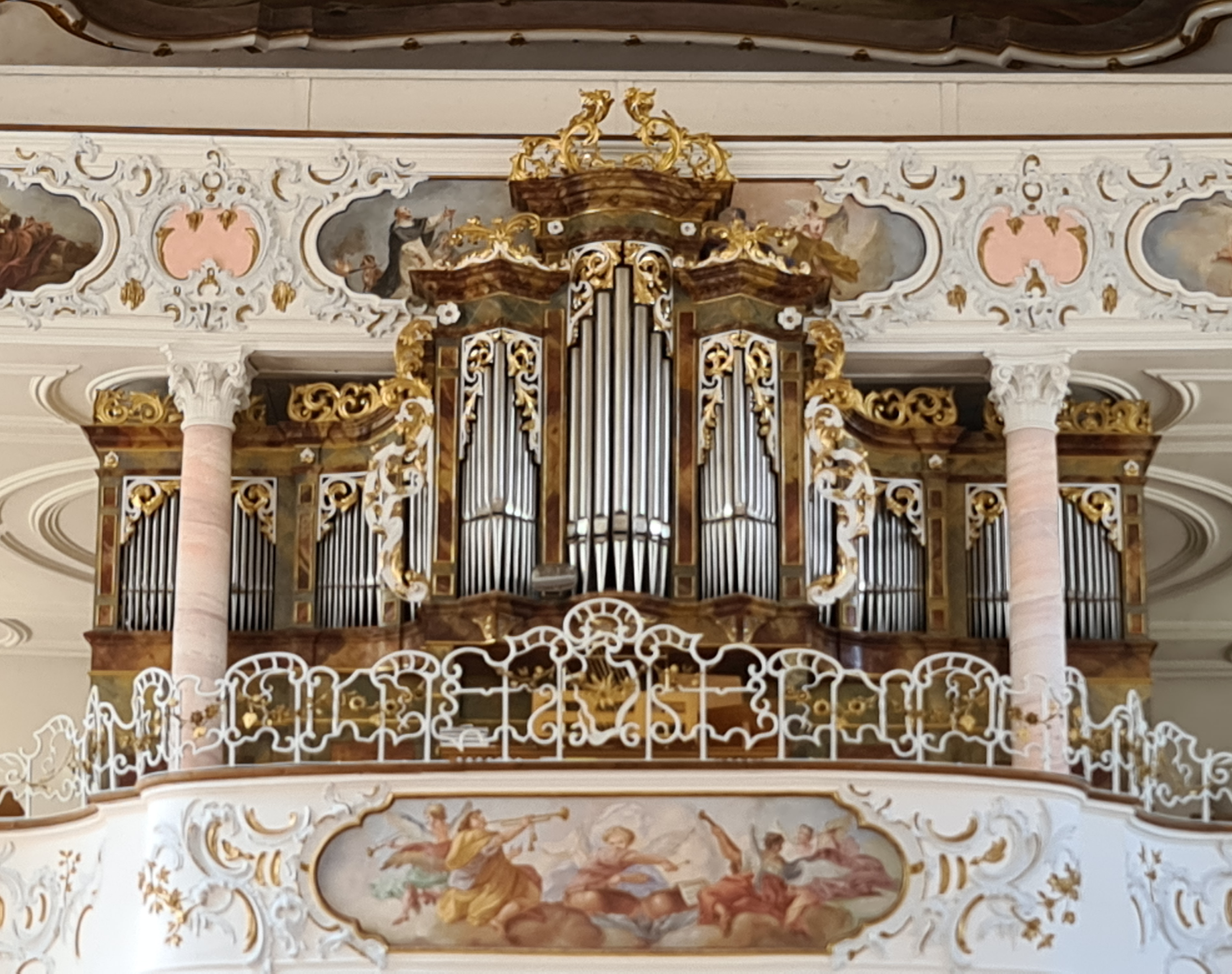
Orgel

Im Jahr 1733 ist erstmals eine Orgel in St. Ulrich belegt. 1906 wurde von Hermann Späth in das alte Orgelgehäuse eine pneumatische Orgel eingebaut. Diese Orgel wurde 1922/1927 von der Orgelbaufirma Gebr. Späth Orgelbau erweitert, sodass sie drei Manuale und 47 Register hatte. Orgelbau Sandtner baute die Orgel 1964 unter großteiliger Verwendung des Pfeifenmaterials technisch neu und erweiterte die Orgel um ein Positiv; die Orgel hatte seitdem 41 Register auf drei Manualen. Während der Kirchenrestaurierung im Jahr 2004 wurde die Orgel abgebaut und 2006 von der Orgelbaufirma Heiß aus Vöhringen umgebaut. Die Disposition der Orgel lautet seitdem:
| I Hauptwerk C–g3 |       |
| Quintadena       | 16′   |
| Principal        | 8′    |
| Gemshorn         | 8′    |
| Bourdon          | 8′    |
| Oktave           | 4′    |
| Spitzflöte       | 4′    |
| Quinte           | 2 ⁄3′ |
| Octave           | 2′    |
| Mixtur           | 1 ⁄3′ |
| Trompete         | 8′    |
| Clairon          | 4′    |

| II Schwellwerk C–g3 |        |
| Principal           | 8′     |
| Nachthorngedeckt    | 8′     |
| Salicional          | 8′     |
| Principal           | 4′     |
| Flöte               | 4′     |
| Quinte              | 2 ⁄3′  |
| Principal           | 2′     |
| Terz                | 1 3⁄5′ |
| Quinte              | 1 ⁄3′  |
| Scharff             | 1′     |
| Dulcian             | 16′    |
| Basson              | 8′     |
| Trompette harm.     | 8′     |
| Tremulant           |        |

| Pedal C–f1  |        |
| Subbass     | 16′    |
| Bourdon     | 16′    |
| Octave      | 8′     |
| Gedacktbass | 8′     |
| Quintbass   | 5 1⁄3′ |
| Choralbass  | 4′     |
| Rauschbass  | 2 ⁄3′  |
| Posaune     | 16′    |
| Fagott      | 8′     |
| Clairon     | 4′     |

- Koppeln: II/I, I/P, II/P, sub II, sub II/I
- Spielhilfe: Setzeranlage

## Glocken
Im Kirchturm von St. Ulrich in Seeg hängt ein Großgeläute bestehend aus fünf Glocken in den Tönen b0, c1, d1, f1 und g1. Alle Glocken stammen von der Glockengießerei Perner aus Passau und wurden 1952 (Glocken 2-4), 1953 (Glocke 5) und 1964 (Glocke 1) gegossen. Die große Glocke wurde dabei in der sogenannten "Durrippe" gegossen. Das Geläute darf zurecht als eines der klangvollsten im Allgäu bezeichnet werden.

## Restaurierungen
Innenrestaurierungen fanden 1905, 1942/43 und 1982 statt. 1906/07 wurde eine neue Orgel auf der Westempore erstellt.
2000/2001 erfolgte die statische Sicherung des Dachstuhls, nachdem 1999 zwei Quadratmeter des Deckenputzes im Langhaus heruntergestürzt waren. 2004 begann die Freilegung der Wand- und Deckenflächen, der Stuckornamente; im Sockelbereich wurde der Wandputz erneuert und die Statik der Empore verstärkt. 2005 begann die Restaurierung der Raumschale der Wandtafeln aus Naturstein und der Kirchenfenster. 2006 erfolgte die Restaurierung von Kanzel, Orgel und Altären. Bei den Arbeiten von 1906 wurde auch ein Fresko Enderles zerstört. Bei der zurzeit laufenden Generalsanierung wurde das zerstörte Fresko wieder freigelegt und wieder hergestellt.
Der Abschluss der Arbeiten mit der Restaurierung von Chorgestühl, Kommunionbank und Beichtstühlen fand im Jahr 2007 statt. Die letzte Restaurierung erfolgte unter Pfarrer Alois  Meisburger († 2007) mit Unterstützung des Landes Bayern, der Deutschen Stiftung Denkmalschutz und privater Spenden.
Erneute Restaurierungsarbeiten wurden nötig, nachdem Ende Februar 2016 Teile des Deckenfreskos mit der Schlacht von Lepanto sich gelöst hatten und in den Kirchenraum gestürzt waren.